# Robert Conquest

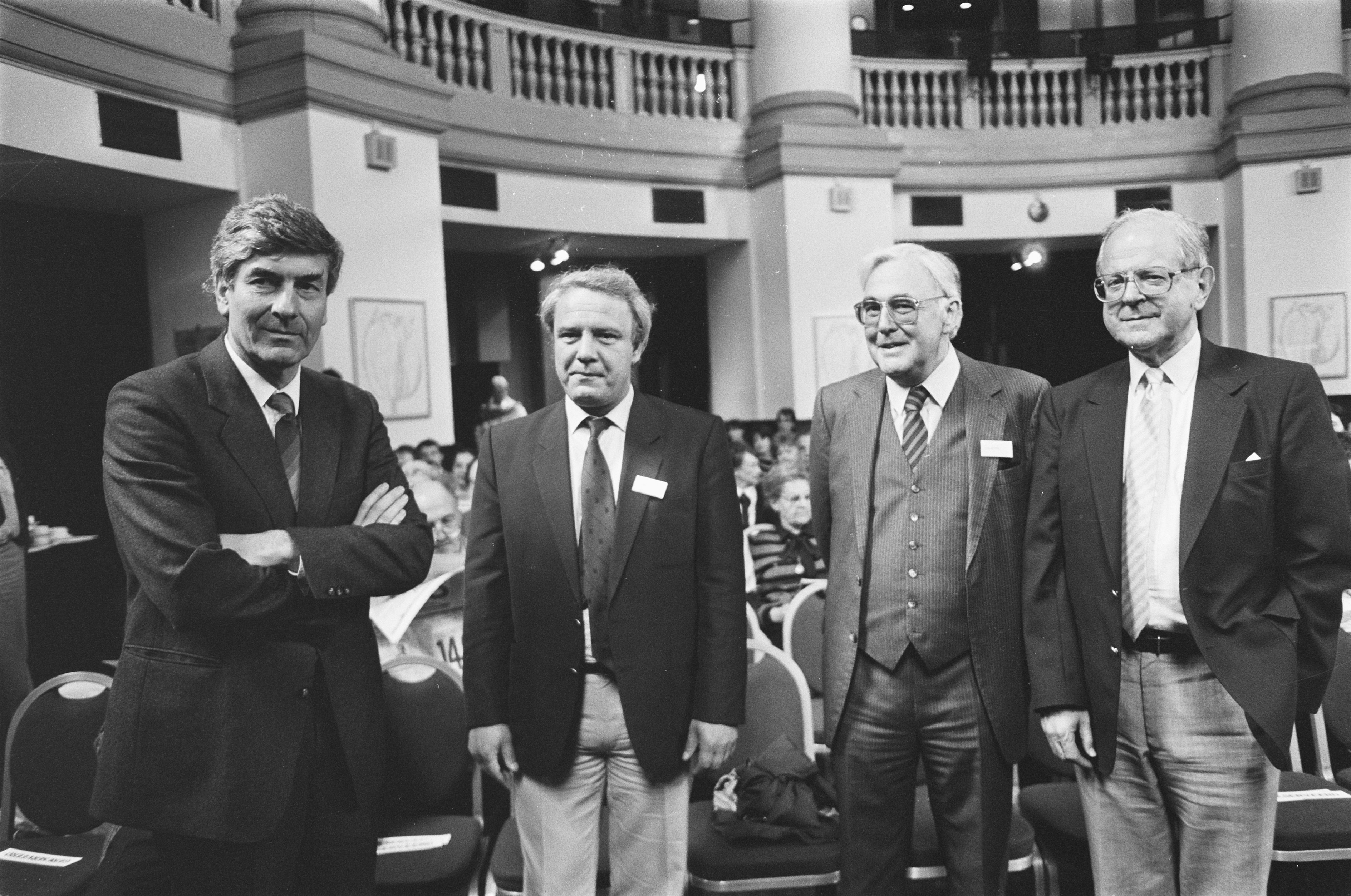
Conquest (rechts) in Amsterdam (1987)
V.l.n.r.: Lubbers, Boekovski, Bezemer en Conquest

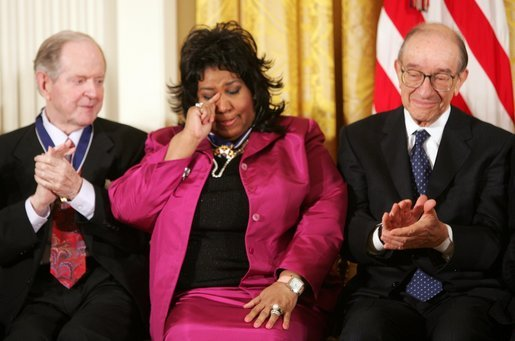
Robert Conquest (links) bij de uitreiking van de Presidential Medal of Freedom in 2005, met Aretha Franklin en Alan Greenspan

George Robert Ackworth Conquest (Malvern, Worcestershire, 15 juli 1917 – Palo Alto, 3 augustus 2015) was een Brits-Amerikaans dichter en historicus. Als  historicus verkreeg hij internationale bekendheid met een aantal toonaangevende werken over de Stalin-tijd.

## Leven
Conquest werd in Engeland geboren als zoon van een Amerikaanse zakenman en een Noorse moeder. Hij bezocht Winchester College, de Universiteit van Grenoble en Magdalen College (Oxford), waar hij politicologie, filosofie en economie studeerde. Hij studeerde af op de geschiedenis van de Sovjet-Unie. In 1937 sloot hij zich aan bij de Britse communistische partij, maar werd hij ook lid van de conservatieve Carlton Club. Tijdens de Tweede Wereldoorlog diende hij in het Britse leger en in 1944 was hij verbindingsofficier in Bulgarije, waar hij onderhandelde met de Russen. Bij de bevrijding van Sofia was hij getuige van het brute optreden van de Sovjetmacht, hetgeen uiteindelijk leidde tot zijn afkeer van het communisme. Terug in Engeland ging hij werken voor het Information Research Department, waarvoor hij informatie verzamelde over misstanden en staatsterreur in de Sovjet-Unie. In 1956 vestigde hij zich als zelfstandig historicus en freelance journalist en schrijver.
Conquest verwierf erkenning als Sovjetdeskundige met boeken als Common Sense About Russia (1960), The Soviet Deportation of Nationalities (1960), Power and Policy in the USSR (1961), Courage of Genius: The Pasternak Affair (1961) en Russia After Khrushchev (1965). Internationale bekendheid verwierf hij met zijn boek The Great Terror: Stalin's Purge of the Thirties, over Stalins Grote Zuivering. Hij baseerde zijn werk op materiaal dat tijdens Chroesjtsjovs dooi was vrijgegeven en getuigenissen uit die tijd. Hij hekelde de blindheid van het westen en in het bijzonder van intellectuelen als  George Bernard Shaw, Jean-Paul Sartre, Theodore Dreiser, Bertolt Brecht en Romain Rolland voor de enorme omvang van de zuivering, die vele malen verder ging dan alleen de Moskouse Processen. Tevens betoogde hij dat het beleid van Stalin in alle opzichten strijdig was met de principes van het Leninisme en de principes van de Russische Revolutie. The Great Terror groeide uit tot hét internationale standaardwerk over de betreffende periode in de Sovjetgeschiedenis. De belangrijkste conclusies ervan hielden ook na de opening van de Sovjetarchieven in 1991 stand.
Conquest bleef tot op hoge leeftijd baanbrekende werken over de Stalin-tijd schrijven. Spraakmakend waren ook The Harvest of Sorrow: Soviet Collectivisation and the Terror-Famine (1986) en Stalin and the Kirov Murder (1989), voor welk laatste boek hij voor het eerst gebruik kon maken van de Sovjetarchieven. In Reflections on a Ravaged Century (1999) beschrijft hij de aantrekkingskracht die totalitaire regeringen vaak hebben op intellectuelen en trekt hij parallellen met de Franse Revolutie.
Conquest was behalve historicus ook een literair gewaardeerd dichter, in een klassieke stijl. Ook was hij regelmatig actief als literatuurcriticus. Vanaf 1981 woonde hij in de Verenigde Staten, waar hij een functie aannam bij het anti-communistische Hoover Instituut in Californië. Hij uitte zich regelmatig over internationale vraagstukken en adviseerde onder meer de Amerikaanse regering over maatregelen tegen 'schurkenstaat' Noord-Korea.
Conquest werd vele malen onderscheiden, onder andere met de Orde van het Britse Rijk (1956), de Orde van Sint-Michaël en Sint-Joris (1996), de Presidential Medal of Freedom (2005) en de Orde van het Kruis van Terra Mariana (1999).

### Historische werken
- Common Sense About Russia (1960)
- Power and Policy in the USSR (1961)
- The Soviet Deportation of Nationalities (1960)
- Courage of Genius: The Pasternak Affair (1961)
- Russia After Khruschev (1965)
- The Great Terror: Stalin's Purge of the Thirties (1968)
- The Nation Killers (1970)
- Where Marx Went Wrong (1970)
- Lenin (1972)
- Kolyma: The Arctic Death Camps (1978)
- Present Danger: Towards a Foreign Policy (1979)
- We and They: Civic and Despotic Cultures (1980)
- Inside Stalin's Secret Police: NKVD Politics, 1936-1939 (1985)
- What to Do When the Russians Come: A Survivor's Guide (met Jon Manchip White, 1984)
- The Harvest of Sorrow: Soviet Collectivization and the Terror-Famine (1986)
- Tyrants and Typewriters: Communiques in the Struggle for Truth (1989)
- Stalin and the Kirov Murder (1989)
- The Great Terror: A Reassessment (1990)
- Stalin: Breaker of Nations (1991)
- History, Humanity, and Truth (1993)
- Reflections on a Ravaged Century (1999)
- The Dragons of Expectation: Reality and Delusion in the Course of History (2004)
- The Great Terror: 40th Anniversary Edition (2008)

### Poëzie
- Poems (1956)
- Between Mars and Venus (1962)
- Arias from a Love Opera, and Other Poems (1969)
- Forays (1979)
- New and Collected Poems (1988)
- Penultimata (2009)
- Blokelore and Blokesongs (2012)

### Romans
- A World of Difference (1955)
- The Egyptologists (met Kingsley Amis, 1965)

### Kritieken
- The Abomination of Moab (1979)